# Álex Jiménez
Alejandro Jiménez Sánchez, detto Álex (Leganés, 8 maggio 2005), è un calciatore spagnolo, difensore del Milan.

## Caratteristiche tecniche
È un terzino destro molto offensivo che può giocare anche sulla fascia opposta. Agli inizi della carriera giocava come attaccante o ala offensiva. Possiede una grande velocità e progressione palla al piede. Ha come idolo Alexander-Arnold.

## Carriera

### Club
Ha iniziato a giocare a calcio nel settore giovanile del Talavera e nell'UD Talavera. Nel 2012 ha firmato con il Real Madrid dove ha percorso tutte le categorie giovanili della Fabrica.
Nel maggio del 2022 ha rinnovato il contratto con i Blancos fino al 2027 ed è stato assegnato al Castilla dove ha debuttato il 2 ottobre nell'incontro di Primera Federación perso 4-1 contro l'Alcorcón.
Il 25 luglio 2023 è stato ceduto in prestito al Milan con diritto di riscatto e controriscatto. Inizialmente aggregato alla formazione Primavera, in seguito alle defezioni della prima squadra ha ricevuto la sua prima convocazione il 22 ottobre in vista dell'incontro di Serie A contro la Juventus. Il 2 gennaio 2024 ha esordito giocando da titolare l'incontro di Coppa Italia vinto 4-1 contro il Cagliari e cinque giorni dopo ha debuttato anche in Serie A contro l'Empoli.
Il 28 giugno 2024 è stato riscattato dal club rossonero, con cui ha firmato un contratto fino al 2028. Assegnato al neonato Milan Futuro, all'esordio stagionale del 10 agosto ha realizzato una doppietta contro il Lecco in Coppa Italia Serie C. Il 3 novembre è andato a segno anche in Serie C contro il Pontedera e si è ripetuto nella giornata successiva contro l'Arezzo.
Nel mese di dicembre in concomitanza con le assenze per infortunio di alcuni elementi della rosa della prima squadra, ha iniziato a giocare con continuità prima come terzino ed in seguito come esterno offensivo.

### Nazionale
Ha giocato nelle nazionali giovanili spagnole Under-15, Under-17 e Under-19.

## Statistiche

### Presenze e reti nei club
Statistiche aggiornate al 9 maggio 2025.
| Stagione        | Squadra          | Campionato      | Campionato | Campionato | Coppe nazionali | Coppe nazionali | Coppe nazionali | Coppe continentali | Coppe continentali | Coppe continentali | Altre coppe | Altre coppe | Altre coppe | Totale | Totale | Totale |
| Stagione        | Squadra          | Comp            | Pres       | Reti       | Comp            | Pres            | Reti            | Comp               | Pres               | Reti               | Comp        | Pres        | Reti        | Pres   | Reti   |        |
| --------------- | ---------------- | --------------- | ---------- | ---------- | --------------- | --------------- | --------------- | ------------------ | ------------------ | ------------------ | ----------- | ----------- | ----------- | ------ | ------ | ------ |
| 2022-2023       | Real M. Castilla | PF              | 7          | 0          | -               | -               | -               | -                  | -                  | -                  | -           | -           | -           | 7      | 0      |        |
| 2023-2024       | Milan            | A               | 3          | 0          | CI              | 2               | 0               | UCL                | 0                  | 0                  | -           | -           | -           | 5      | 0      |        |
| 2024-2025       | Milan            | A               | 20         | 0          | CI              | 3               | 0               | UCL                | 0                  | 0                  | SI          | 2           | 0           | 25     | 0      |        |
| Totale Milan    | Totale Milan     | Totale Milan    | 23         | 0          |                 | 5               | 0               |                    | 0                  | 0                  |             | 2           | 0           | 30     | 0      |        |
| 2024-2025       | Milan Futuro     | C               | 15         | 2          | CI-C            | 3               | 2               | -                  | -                  | -                  | -           | -           | -           | 18     | 4      |        |
| Totale carriera | Totale carriera  | Totale carriera | 45         | 2          |                 | 8               | 2               |                    | 0                  | 0                  |             | 2           | 0           | 55     | 4      |        |

### Cronologia presenze e reti in nazionale
| Cronologia completa delle presenze e delle reti in nazionale ― Spagna under 19 | Cronologia completa delle presenze e delle reti in nazionale ― Spagna under 19 | Cronologia completa delle presenze e delle reti in nazionale ― Spagna under 19 | Cronologia completa delle presenze e delle reti in nazionale ― Spagna under 19 | Cronologia completa delle presenze e delle reti in nazionale ― Spagna under 19 | Cronologia completa delle presenze e delle reti in nazionale ― Spagna under 19 | Cronologia completa delle presenze e delle reti in nazionale ― Spagna under 19 | Cronologia completa delle presenze e delle reti in nazionale ― Spagna under 19 |
| Data                                                                           | Città                                                                          | In casa                                                                        | Risultato                                                                      | Ospiti                                                                         | Competizione                                                                   | Reti                                                                           | Note                                                                           |
| ------------------------------------------------------------------------------ | ------------------------------------------------------------------------------ | ------------------------------------------------------------------------------ | ------------------------------------------------------------------------------ | ------------------------------------------------------------------------------ | ------------------------------------------------------------------------------ | ------------------------------------------------------------------------------ | ------------------------------------------------------------------------------ |
| 29-8-2022                                                                      | Las Rozas de Madrid                                                            | Spagna under 19                                                                | 0 – 0                                                                          | Israele under 19                                                               | Amichevole                                                                     | -                                                                              | 70’                                                                            |
| 1-9-2022                                                                       | Las Rozas de Madrid                                                            | Spagna under 19                                                                | 2 – 0                                                                          | Israele under 19                                                               | Amichevole                                                                     | -                                                                              | 46’                                                                            |
| Totale                                                                         |                                                                                | Presenze                                                                       | 2                                                                              |                                                                                | Reti                                                                           | 0                                                                              |                                                                                |

| Cronologia completa delle presenze e delle reti in nazionale ― Spagna under 17 | Cronologia completa delle presenze e delle reti in nazionale ― Spagna under 17 | Cronologia completa delle presenze e delle reti in nazionale ― Spagna under 17 | Cronologia completa delle presenze e delle reti in nazionale ― Spagna under 17 | Cronologia completa delle presenze e delle reti in nazionale ― Spagna under 17 | Cronologia completa delle presenze e delle reti in nazionale ― Spagna under 17 | Cronologia completa delle presenze e delle reti in nazionale ― Spagna under 17 | Cronologia completa delle presenze e delle reti in nazionale ― Spagna under 17 |
| Data                                                                           | Città                                                                          | In casa                                                                        | Risultato                                                                      | Ospiti                                                                         | Competizione                                                                   | Reti                                                                           | Note                                                                           |
| ------------------------------------------------------------------------------ | ------------------------------------------------------------------------------ | ------------------------------------------------------------------------------ | ------------------------------------------------------------------------------ | ------------------------------------------------------------------------------ | ------------------------------------------------------------------------------ | ------------------------------------------------------------------------------ | ------------------------------------------------------------------------------ |
| 18-8-2021                                                                      | Montaigu                                                                       | Francia under 17                                                               | 1 – 2                                                                          | Spagna under 17                                                                | Amichevole                                                                     | -                                                                              | 63’                                                                            |
| 21-8-2021                                                                      | Montaigu                                                                       | Francia under 17                                                               | 0 – 0                                                                          | Spagna under 17                                                                | Amichevole                                                                     | -                                                                              | 85’                                                                            |
| 8-10-2021                                                                      | Benidorm                                                                       | Paesi Bassi under 17                                                           | 0 – 0                                                                          | Spagna under 17                                                                | Amichevole                                                                     | -                                                                              | 85’                                                                            |
| 10-10-2021                                                                     | La Nucia                                                                       | Spagna under 17                                                                | 0 – 0                                                                          | Paesi Bassi under 17                                                           | Amichevole                                                                     | -                                                                              |                                                                                |
| 13-2-2022                                                                      | Lagos                                                                          | Spagna under 17                                                                | 0 – 0                                                                          | Germania under 17                                                              | Amichevole                                                                     | -                                                                              | 90’                                                                            |
| 15-2-2022                                                                      | Lagos                                                                          | Portogallo under 17                                                            | 0 – 0                                                                          | Spagna under 17                                                                | Amichevole                                                                     | -                                                                              | 66’                                                                            |
| 23-3-2022                                                                      | Bijeljina                                                                      | Spagna under 17                                                                | 0 – 0                                                                          | Bosnia ed Erzegovina under 17                                                  | Qual. Europeo Under-17 2023                                                    | -                                                                              |                                                                                |
| 26-3-2022                                                                      | Bijeljina                                                                      | Spagna under 17                                                                | 0 – 0                                                                          | Belgio under 17                                                                | Qual. Europeo Under-17 2023                                                    | -                                                                              | 64’                                                                            |
| 19-4-2022                                                                      | Las Rozas de Madrid                                                            | Spagna under 17                                                                | 0 – 0                                                                          | Francia under 17                                                               | Amichevole                                                                     | -                                                                              | 62’                                                                            |
| Totale                                                                         |                                                                                | Presenze                                                                       | 9                                                                              |                                                                                | Reti                                                                           | 0                                                                              |                                                                                |

| Cronologia completa delle presenze e delle reti in nazionale ― Spagna under 15 | Cronologia completa delle presenze e delle reti in nazionale ― Spagna under 15 | Cronologia completa delle presenze e delle reti in nazionale ― Spagna under 15 | Cronologia completa delle presenze e delle reti in nazionale ― Spagna under 15 | Cronologia completa delle presenze e delle reti in nazionale ― Spagna under 15 | Cronologia completa delle presenze e delle reti in nazionale ― Spagna under 15 | Cronologia completa delle presenze e delle reti in nazionale ― Spagna under 15 | Cronologia completa delle presenze e delle reti in nazionale ― Spagna under 15 |
| Data                                                                           | Città                                                                          | In casa                                                                        | Risultato                                                                      | Ospiti                                                                         | Competizione                                                                   | Reti                                                                           | Note                                                                           |
| ------------------------------------------------------------------------------ | ------------------------------------------------------------------------------ | ------------------------------------------------------------------------------ | ------------------------------------------------------------------------------ | ------------------------------------------------------------------------------ | ------------------------------------------------------------------------------ | ------------------------------------------------------------------------------ | ------------------------------------------------------------------------------ |
| 30-1-2020                                                                      | Murcia                                                                         | Spagna under 15                                                                | 2 – 0                                                                          | Irlanda under 15                                                               | Amichevole                                                                     | 1                                                                              | 67’                                                                            |
| 1-2-2020                                                                       | Murcia                                                                         | Rep. Ceca under 15                                                             | 0 – 6                                                                          | Spagna under 15                                                                | Amichevole                                                                     | -                                                                              | 62’                                                                            |
| 3-2-2020                                                                       | Murcia                                                                         | Spagna under 15                                                                | 1 – 6                                                                          | Paesi Bassi under 15                                                           | Amichevole                                                                     | -                                                                              | 67’                                                                            |
| Totale                                                                         |                                                                                | Presenze                                                                       | 3                                                                              |                                                                                | Reti                                                                           | 1                                                                              |                                                                                |

## Palmarès
- Supercoppa italiana: 1

Milan: 2024